# Otsego Lake (New York)
Der Otsego Lake ist ein See im Otsego County im amerikanischen Bundesstaat New York.

## Geographie
Er ist eine der Quellen des Susquehanna River, des längsten Flusses an der nordamerikanischen Ostküste. Der See gehört geologisch gesehen zu den Finger Lakes, wird im Allgemeinen aber nicht zu ihnen gezählt. Der See hat eine Länge von 13,28 km und eine Breite von 1 bis 2,5 km. Am südlichen Ende des Sees befindet sich die kleine Stadt Cooperstown, die von William Cooper, dem Vater des Schriftstellers James Fenimore Cooper, gegründet wurde und in der dieser verstarb. In der Nähe des Ortes steht am Ostufer des Sees der Kingfisher Tower. An der nordöstlichen Küste des Sees befindet sich der Glimmerglass State Park.
Der Name Otsego leitet sich von einem indianischen Wort mit der Bedeutung „Platz des Felsens“ ab.

## Literarischer Schauplatz
Der See wurde bekannt durch Coopers Lederstrumpfromane, in denen er den See „Glimmerglass“ nannte. Besonders in den Romanen Der Wildtöter und Die Ansiedler bildete der See den Handlungsort. Einige heute noch sichtbare Landmarken des Sees wie der Council Rock und die Sunken Island finden in den Romanen Erwähnung.